# Olympische Sommerspiele 2008/Teilnehmer (Russland)
| Gelbes Symbol für Goldmedaillen mit stilisierten Olympischen Ringen | Graues Symbol für Silbermedaillen mit stilisierten Olympischen Ringen | Braundes Symbol für Bronzemedaillen mit stilisierten Olympischen Ringen |
| ------------------------------------------------------------------- | --------------------------------------------------------------------- | ----------------------------------------------------------------------- |
| 24                                                                  | 13                                                                    | 23                                                                      |

Russland nahm bei den Olympischen Sommerspielen 2008 in Peking zum 9. Mal an Olympischen Sommerspielen teil. Die russische Delegation bestand aus 470 Athleten, davon 231 Männer und 224 Frauen, die an 26 Sportarten teilnahmen. Fahnenträger bei der Eröffnungsfeier war der Basketballer Andrei Kirilenko.

## Medaillengewinner
| Goldmedaillen (24)                               | Goldmedaillen (24) | Goldmedaillen (24) |
| Disziplin                                        | Sportler |                    |
| ------------------------------------------------ | --- | ------------------ |
| Boxen, Leichtgewicht (M)                         | Alexei Tischtschenko |                    |
| Boxen, Schwergewicht (M)                         | Rachim Tschachkijew |                    |
| Fechten, Florett Mannschaft (F)                  | Swetlana Boiko, Aida Schanajewa, Jewgenija Lamonowa, Wiktorija Nikischina |                    |
| Gewichtheben, Klasse bis 69 kg (F)               | Oksana Sliwenko |                    |
| Kanu, Einer-Canadier 500 m (M)                   | Maxim Opalew |                    |
| Leichtathletik, 20-km-Gehen (M)                  | Waleri Bortschin |                    |
| Leichtathletik, Weitsprung (M)                   | Andrei Silnow |                    |
| Leichtathletik, 3000 m Hindernislauf (F)         | Ljubow Galkina |                    |
| Leichtathletik, 20-km-Gehen (F)                  | Olga Kaniskina |                    |
| Leichtathletik, Stabhochsprung (F)               | Jelena Issinbajewa |                    |
| Moderner Fünfkampf (M)                           | Andrei Moissejew |                    |
| Ringen, Griechisch-römisch, Klasse bis 55 kg (M) | Nasir Mankijew |                    |
| Ringen, Griechisch-römisch, Klasse bis 60 kg (M) | Islambek Albijew |                    |
| Ringen, Griechisch-römisch, Klasse bis 96 kg (M) | Aslanbek Chuschtow |                    |
| Ringen, Freistil, Klasse bis 60 kg (M)           | Mawlet Batirow |                    |
| Ringen, Freistil, Klasse bis 74 kg (M)           | Buwaissar Saitijew |                    |
| Ringen, Freistil, Klasse bis 96 kg (M)           | Schirwani Muradow |                    |
| Ringen, Freistil, Klasse bis 120 kg (M)          | Bachtijar Achmedow |                    |
| Rhythmische Sportgymnastik, Einzel (F)           | Jewgenija Kanajewa |                    |
| Rhythmische Sportgymnastik, Gruppe (F)           | Margarita Alijtschuk, Anna Gawrilenko, Tatjana Gorbunowa, Jelena Possewina, Darja Schkurichina, Natalja Sujewa                                                                 |                    |
| Schwimmen, 10 km Marathon (F)                    | Larissa Iltschenko |                    |
| Synchronschwimmen, Duett (F)                     | Anastassija Dawydowa, Anastassija Jermakowa |                    |
| Synchronschwimmen, Mannschaft (F)                | Anastassija Dawydowa, Anastassija Jermakowa, Marija Gromowa, Natalja Ischtschenko, Elwira Chasjanowa, Olga Kuschela, Jelena Owtschinnikowa, Anna Schorina, Swetlana Romaschina |                    |
| Tennis, Einzel (F)                               | Jelena Dementjewa |                    |

Im August 2016 wurde der Silbermedaillengewinnerin im Gewichtheben, Oksana Sliwenko, nachträglich die Goldmedaille zugesprochen, da ihre damalige Gegnerin, die chinesische Dopingsünderin Liu Chunhong, entlarvt und disqualifiziert werden konnte.
Die Russin Julija Tschermoschanskaja ist bei einem umfangreichen Dopingnachtest 2016 positiv getestet worden. Der russischen Staffel mit ihr, Jewgenija Poljakowa, Alexandra Fedoriwa und Julija Guschtschina wurde daraufhin die Goldmedaille aberkannt und den zweitplatzierten Belgierinnen zugesprochen.
Die Gewichthebern Oksana Sliwenko traf in Peking auf die 2016 disqualifizierte Dopingsünderin Liu Chunhong, die ihr das Erlebnis eines ersten Platzes auf dem Olympiasiegertreppchen entriss. Sliwenko erhielt im Nachhinein die Goldmedaille.
| Silbermedaillen (13)                     | Silbermedaillen (13) | Silbermedaillen (13) |
| Disziplin                                | Sportler |                      |
| ---------------------------------------- | --- | -------------------- |
| Gewichtheben, Klasse bis 105 kg (M)      | Dmitri Klokow |                      |
| Gewichtheben, Klasse über 105 kg (M)     | Jewgeni Tschigischew |                      |
| Handball (F)                             | Jekaterina Andrjuschina, Irina Blisnowa, Jelena Dmitrijewa, Anna Karejewa, Jekaterina Marennikowa, Jelena Poljonowa, Irina Poltorazkaja, Ljudmila Postnowa, Oxana Romenskaja, Natalja Schipilowa, Marija Sidorowa, Inna Suslina, Emilija Turei, Jana Uskowa |                      |
| Kanu, Zweier-Canadier 500 m (M)          | Sergei Ulegin, Alexander Kostoglod |                      |
| Leichtathletik, Stabhochsprung (M)       | Jewgeni Lukjanenko |                      |
| Ringen, Freistil, Klasse bis 63 kg (F)   | Aljona Kartaschowa |                      |
| Schießen, Luftgewehr 10 m (F)            | Ljubow Galkina |                      |
| Schießen, Luftpistole 10 m (F)           | Natalja Paderina |                      |
| Schwimmen, 4 × 200 m Freistilstaffel (M) | Nikita Lobinzew, Jewgeni Lagunow, Danila Isotow, Alexander Suchorukow, Vorlauf: Michail Polischtschuk |                      |
| Tennis, Einzel (F)                       | Dinara Safina |                      |
| Wasserspringen, Synchronspringen 3 m (M) | Dmitri Sautin, Juri Kunakow |                      |
| Wasserspringen, Kunstspringen 3 m (F)    | Julija Pachalina |                      |
| Wasserspringen, Synchronspringen 3 m (F) | Julija Pachalina, Anastassija Posdnjakowa |                      |

Am 19. August 2016 wurde die Silbermedaillengewinnerin und Dopingwiederholungstäterin Anastassija Kapatschinskaja disqualifiziert und musste ihre olympische Silbermedaille abgeben.
Am 31. August 2016 wurde der Dopingwiederholungstäterin Marina Schainowa aufgrund eines positiven Dopingnachtests die Silbermedaille nachträglich aberkannt. Gleichzeitig musste Tatjana Firowa ihre bei der 4-mal-400-Meter-Staffel gewonnene Silbermedaille abgeben. Sie war mit dem Anabolikum Dehydrochlormethyltestosteron gedopt. Mit ihr wurde auch die gesamte Staffel disqualifiziert.
Am 13. September 2016 entschied das IOC, dass der Russin Marija Abakumowa die Silbermedaille aberkannt wird, weil dieser aufgrund des Ergebnisses von Nachkontrollen der Dopingprobe die Einnahme von Turinabol nachgewiesen wurde. Christina Obergföll erhielt nachträglich die Silbermedaille zugesprochen, Bronze ging nachträglich an die Britin Goldie Sayers.
Bei den Olympischen Spielen in Peking war der Ringer Chassan Barojew mit Turinabol gedopt. Die damals mit illegalen Mitteln errungene Silbermedaille wurde dem Sportler am 17. November 2016 nach einer Mitteilung des IOC aufgrund des Dopings aberkannt.
Die Leichtathletin Tatjana Lebedewa hatte im Dreisprung und im Weitsprung jeweils die Silbermedaille gewonnen. Diese wurden ihr am 25. Januar 2017 vom IOC wegen Dopings mit Turinabol aberkannt. Lebedewa legte beim Internationalen Sportgerichtshof Rekurs ein, der das Urteil vom 26. Juli 2018 jedoch bestätigte.
| Bronzemedaillen (23)                      | Bronzemedaillen (23) | Bronzemedaillen (23) |
| Disziplin                                 | Sportler |                      |
| ----------------------------------------- | --- | -------------------- |
| Basketball (F)                            | Swetlana Abrossimowa, Rebecca Hammon, Marina Karpunina, Ilona Korstin, Marina Kusina, Jekaterina Lissina, Irina Ossipowa, Oxana Rachmatulina, Tatjana Schtschegolewa, Irina Sokolowskaja, Marija Stepanowa, Natalja Wodopjanowa |                      |
| Bogenschießen, Einzel (M)                 | Bair Badjonow |                      |
| Boxen, Fliegengewicht (M)                 | Georgi Balakschin |                      |
| Kanuslalom, Canadier-Zweier (M)           | Michail Kusnezow, Dmitri Larionow |                      |
| Leichtathletik, 50-km-Gehen (M)           | Denis Nischegorodow |                      |
| Leichtathletik, Hochsprung (M)            | Jaroslaw Rybakow |                      |
| Leichtathletik, Stabhochsprung (F)        | Swetlana Feofanowa |                      |
| Leichtathletik, 3000 m Hindernis (F)      | Tatjana Petrowa |                      |
| Radsport, Madison (M)                     | Michail Ignatjew, Alexei Markow |                      |
| Radsport, Mountainbike (F)                | Irina Kalentjewa |                      |
| Radsport, Straßenrennen (M)               | Alexander Kolobnew |                      |
| Ringen, Freistil, Klasse bis 55 kg (M)    | Bessik Kuduchow |                      |
| Ringen, Freistil, Klasse bis 84 kg (M)    | Georgi Ketojew |                      |
| Schießen, Freie Pistole 50 m (M)          | Wladimir Issakow |                      |
| Schießen, Trap (M)                        | Alexei Alipow |                      |
| Schwimmen, 100 m Rücken (M)               | Arkadi Wjattschanin |                      |
| Schwimmen, 200 m Rücken (M)               | Arkadi Wjattschanin |                      |
| Tennis, Einzel (F)                        | Wera Swonarjowa |                      |
| Turnen, Boden (M)                         | Anton Golozuzkow |                      |
| Turnen, Sprung (M)                        | Anton Golozuzkow |                      |
| Volleyball (M)                            | Juri Bereschko, Wadim Chamutzkich, Sergei Grankin, Alexander Kornejew, Alexander Kossarew, Alexei Kuleschow, Maxim Michailow, Alexei Ostapenko, Semjon Poltawski, Sergei Tetjuchin, Alexei Werbow, Alexander Wolkow             |                      |
| Wasserspringen, Turmspringen 10 m         | Gleb Galperin |                      |
| Wasserspringen, Synchronspringen 10 m (M) | Gleb Galperin, Dmitri Dobroskok |                      |

Am 17. November 2009 wurde dem Italiener Davide Rebellin wegen eines Dopingvergehens die Silbermedaille im Straßenrennen offiziell aberkannt. Alexander Kolobnew erhielt dadurch nachträglich die Bronzemedaille.
Am 31. August 2016 wurde der Gewichtheberin Nadeschda Jewstjuchina aufgrund eines positiven Dopingnachtests die Bronzemedaille von den Olympischen Spielen 2008 in Peking nachträglich aberkannt.
Die russische Leichtathletik, 4 × 400 m Staffel mit Maxim Dyldin, Wladislaw Frolow, Anton Kokorin und Denis Alexejew wurde im September 2016 durch das IOC disqualifiziert und Bronze nachträglich der britischen Staffel zugesprochen, weil die Nachkontrolle der Dopingprobe von Denis Alexejew positiv war.
Ebenfalls im September 2016 wurde der Gewichtheber und Dopingwiederholungstäter Dmitri Lapikow erwischt. Er hatte sich eine Bronzemedaille mit Hilfe des Dopingmittels Stanozolol erschlichen.
Am 6. Oktober 2016 gab das IOC bekannt, dass die Hochspringerin Anna Tschitscherowa nachträglich von den Olympischen Spielen 2008 disqualifiziert wurde, weil in einem Nachtest ihrer Dopingproben Spuren des Anabolikums Turinabol festgestellt wurden. Die Bronzemedaille ging anschließend kurzfristig an die Russin Jelena Slessarenko. Bei weiteren Nachtests im November 2016 wurde auch Slessarenko des Dopings mit Turinabol überführt und disqualifiziert.
Am 26. Oktober 2016 wurde bekannt, dass die Hindernisläuferin Jekaterina Wolkowa in Peking mit Dehydrochlormethyltestosteron gedopt war. Das Internationale Olympische Komitee forderte daraufhin den Leichtathletikweltverband IAAF auf, Wolkowas Bronzemedaille zu annullieren. Diesem Ansinnen wurde stattgegeben.
Ebenfalls am 26. Oktober 2016 rückte Tatjana Petrowa Arkhipova bedingt durch das Dopingvergehen Wolkowas vom 4. auf den Bronzerang vor.
Bereits 2005 war der Gewichtheber Chadschimurat Akkajew positiv getestet und bis 2007 von der IWF gesperrt worden. Der Sportler blieb davon jedoch unbeeindruckt und trat auch gedopt zu den Olympischen Spielen 2008 in Peking an. Dies kam bei umfangreichen Nachtests ans Licht, die 2016 stattfanden. Im November 2016 wurde ihm die Bronzemedaille aus Peking aberkannt.
Am 24. April 2017 verlor auch die Siebenkämpferin Tatjana Tschernowa ihre Bronzemedaille wegen Dopings.

## Teilnehmer nach Sportarten

### Badminton
Männer:
- Stanislaw Puchow (Einzel)

Frauen:
- Ella Diehl (Einzel)

### Basketball
| Männer: - J. R. Holden - Sachar Paschutin - Sergei Bykow - Wiktor Keiru - Andrei Kirilenko - Witali Fridson - Nikita Morgunow - Sergei Monja - Andrei Woronzewitsch - Alexei Sawrasenko - Pjotr Samoilenko - Wiktor Chrjapa - Trainer: David Blatt | Frauen: - Becky Hammon - Oxana Rachmatulina - Marina Karpunina - Ilona Korstin - Marina Kusina - Marija Stepanowa - Jekaterina Lissina - Irina Ossipowa - Tatjana Schtschogolewa - Irina Sokolowskaja - Swetlana Abrossimowa - Natalja Wodopjanowa - Trainer: Igor Grudin |

### Beachvolleyball
Männer:
- Dmitri Barsuk
- Igor Kolodinski

Frauen:
- Natalja Urjadowa
- Alexandra Schirjajewa

### Bogenschießen
Männer:
- Andrei Abramow (Einzel, Mannschaft)
- Bair Badjonow (Einzel , Mannschaft)
- Balschinima Zyrempilow (Einzel, Mannschaft)

Frauen:
- Miroslawa Dagbajewa (Einzel)
- Natalja Erdynijewa (Einzel)

### Boxen
- Dawid Airapetjan (Halbfliegengewicht)
- Georgi Balakschin (Fliegengewicht)
- Sergei Wodopjanow (Bantamgewicht)
- Albert Selimow (Federgewicht)
- Alexei Tischtschenko (Leichtgewicht)
- Gennadi Kowaljow (Halbweltergewicht)
- Andrei Balanow (Weltergewicht)
- Matwei Korobow (Mittelgewicht)
- Artur Beterbijew (Halbschwergewicht)
- Rachim Tschakchijew (Schwergewicht)
- Islam Timursijew (Superschwergewicht)

### Fechten
Männer:
- Anton Awdejew (Degen)
- Nikolai Kowaljow (Säbel, Einzel, Mannschaft)
- Stanislaw Posdnjakow (Säbel, Einzel, Mannschaft)
- Alexei Jakimenko (Säbel, Einzel, Mannschaft)
- Alexei Frossin (Säbel, Mannschaft; Ersatz ohne Einsatz)

Frauen:
- Ljubow Schutowa (Degen)
- Tatjana Logunowa (Degen)
- Wiktorija Nikischina (Florett, Einzel, Mannschaft)
- Swetlana Boiko (Florett, Mannschaft)
- Jewgenija Lamonowa (Florett, Einzel, Mannschaft)
- Aida Schanajewa (Florett, Einzel, Mannschaft)
- Sofja Welikaja (Säbel, Einzel, Mannschaft)
- Jelena Netschajewa (Säbel, Einzel, Mannschaft)
- Jekaterina Djatschenko (Säbel, Einzel, Mannschaft)
- Jekaterina Fedorkina (Säbel, Mannschaft)

### Gewichtheben
Männer:
- Oleg Perepetschenow (Klasse bis 77 kg)
- Chadschimurat Akkajew (Klasse bis 94 kg); 2016 nachträglich wegen Dopings disqualifiziert
- Roman Konstantinow (Klasse bis 94 kg)
- Dmitri Klokow (Klasse bis 105 kg)
- Dmitri Lapikow; 2016 nachträglich wegen Dopings disqualifiziert
- Jewgeni Tschigischew (Klasse über 105 kg)

Frauen:
- Marina Schainowa (Klasse bis 58 kg); 2016 nachträglich wegen Dopings disqualifiziert
- Swetlana Zarukajewa (Klasse bis 63 kg)
- Oksana Sliwenko (Klasse bis 69 kg); 2016 nachträglich vom Silber auf den Goldrang vorgerückt
- Nadeschda Jewstjuchina (Klasse bis 75 kg); 2016 nachträglich wegen Dopings disqualifiziert

### Handball
| Männer: - Alexei Kostygow - Oleg Grams - Timur Dibirow - Eduard Kokscharow - Alexei Rastworzew - Alexei Kamanin - Witali Iwanow - Wassili Filippow - Waleri Mjagkow - Denis Kriwoschlykow - Dmitri Kowaljow - Konstantin Igropulo - Samwel Aslanjan - Alexander Tschernoiwanow - Jegor Jewdokimow | Frauen: - Inna Suslina - Marija Sidorowa - Jana Uskowa - Jelena Dmitrijewa - Jekaterina Marennikowa - Emilija Turei - Irina Blisnowa - Jelena Poljonowa - Anna Karejewa - Ljudmila Postnowa - Oxana Romenskaja - Natalja Schipilowa - Jekaterina Andrjuschina - Irina Poltorazkaja |

### Judo
Männer:
- Ruslan Kischmachow (Superleichtgewicht)
- Alim Gadanow (Halbleichtgewicht)
- Salamu Metschidow (Leichtgewicht)
- Alibek Baschkajew (Halbmittelgewicht)
- Iwan Perschin (Mittelgewicht)
- Ruslan Gasimow (Halbschwergewicht)
- Tamerlan Tmenow (Schwergewicht)

Frauen:
- Ljudmila Bogdanowa (Superleichtgewicht)
- Anna Charitonowa (Halbleichtgewicht)
- Wera Kowal (Halbmittelgewicht)
- Julija Kusina (Mittelgewicht)
- Wera Moskaljuk (Halbschwergewicht)
- Tea Dongusaschwili (Schwergewicht)

### Kanu

#### Kanurennsport
Männer:
- Anton Rjachow (Einer-Kajak 500 m, Einer-Kajak 1000 m)
- Ilja Medwedew (Vierer-Kajak 1000 m)
- Jewgeni Salachow (Vierer-Kajak 1000 m)
- Anton Wassiljew (Vierer-Kajak 1000 m)
- Konstantin Wischnjakow (Vierer-Kajak 1000 m)
- Maxim Opalew (Einer-Canadier 500 m)
- Wiktor Melantjew (Einer-Canadier 1000 m)
- Sergei Ulegin (Zweier-Canadier 500 m, Zweier-Canadier 1000 m)
- Alexander Kostoglod (Zweier-Canadier 500 m, Zweier-Canadier 1000 m)

Frauen:
- Juliana Salachowa (Einer-Kajak 500 m)

#### Kanuslalom
Männer:
- Alexander Lipatow (Canadier-Einer)
- Michail Kusnezow (Canadier-Zweier)
- Dmitri Larionow (Canadier-Zweier)

Frauen:
- Alexandra Perowa (Kajak-Einer)

### Leichtathletik
Männer:
| - Andrei Jepischin (100 m) - Roman Smirnow (200 m) - Denis Alexejew (400 m, 4 × 400 m); 2016 nachträglich wegen Dopings disqualifiziert - Maxim Dyldin (400 m, 4 × 400 m); 2016 nachträglich disqualifiziert - Dmitri Bogdanow (800 m) - Juri Borsakowski (800 m) - Wjatscheslaw Schabunin (1500 m) - Sergei Iwanow (10.000 m) - Grigori Andrejew (Marathon) - Alexei Sokolow (Marathon) - Oleg Kulkow (Marathon) - Waleri Bortschin (20-km-Gehen) - Ilja Markow (20-km-Gehen) - Sergei Kirdjapkin (50-km-Gehen) - Denis Nischegorodow (50-km-Gehen) - Igor Peremota (110 m Hürden) - Jewgeni Borissow (110 m Hürden) - Alexander Derewjagin (400 m Hürden) - Ildar Minschin (3000 m Hindernis) - Pawel Potapowitsch (3000 m Hindernis) - Iwan Busolin (4 × 400 m) - Wladislaw Frolow (4 × 400 m); 2016 nachträglich disqualifiziert - Anton Kokorin (4 × 400 m); 2016 nachträglich disqualifiziert - Konstantin Swetschkar (4 × 400 m) | - Jaroslaw Rybakow (Hochsprung) - Andrei Silnow (Hochsprung) - Wjatscheslaw Woronin (Hochsprung) - Jewgeni Lukjanenko (Stabhochsprung) - Igor Pawlow (Stabhochsprung) - Dmitri Starodubzew (Stabhochsprung) - Wladimir Maljawin (Weitsprung) - Alexander Petrenko (Dreisprung) - Igor Spassowchodski (Dreisprung) - Daniil Burkenja (Dreisprung) - Alexander Iwanow (Speerwurf) - Ilja Korotkow (Speerwurf) - Sergei Makarow (Speerwurf) - Bogdan Pischtschalnikow (Diskuswurf) - Pawel Sofjin (Kugelstoßen) - Iwan Juschkow (Kugelstoßen) - Anton Ljuboslawski (Kugelstoßen) - Kirill Ikonnikow (Hammerwurf) - Igor Winitschenko (Hammerwurf) - Alexei Drosdow (Zehnkampf) - Alexander Pogorelow (Zehnkampf) |

Frauen:
| - Jewgenija Poljakowa (100 m, 4 × 100 m); 2016 nachträglich disqualifiziert - Natalja Russakowa (100 m, 200 m, 4 × 100 m) - Natalja Murinowitsch (100 m, 4 × 100 m) - Alexandra Fedoriwa (200 m, 4 × 100 m); 2016 nachträglich disqualifiziert - Julija Tschermoschanskaja (200 m, 4 × 100 m); 2016 nachträglich wegen Dopings disqualifiziert - Tatjana Firowa (400 m, 4 × 400 m); 2016 nachträglich wegen Dopings disqualifiziert - Julija Guschtschina (400 m, 4 × 400 m); 2016 nachträglich disqualifiziert - Anastassija Kapatschinskaja (400 m, 4 × 400 m); 2016 nachträglich disqualifiziert - Tatjana Andrianowa (800 m) - Swetlana Kljuka (800 m) - Jekaterina Kostezkaja (800 m) - Anna Alminowa (1500 m) - Gulnara Galkina (5000 m, 3000 m Hindernis) - Lilija Schobuchowa (5000 m) - Jelena Sadoroschnaja (5000 m) - Marija Konowalowa (10.000 m) - Inga Abitowa (10.000 m) - Tatjana Arjassowa (10.000 m) - Irina Timofejewa (Marathon) - Swetlana Sacharowa (Marathon) - Galina Bogomolowa (Marathon) - Tatjana Kalmykowa (20-km-Gehen) - Olga Kaniskina (20-km-Gehen) - Tatjana Sibiljowa (20-km-Gehen) - Tatjana Dektjarjowa (100 m Hürden) - Julija Kondakowa (100 m Hürden) - Alexandra Antonowa (100 m Hürden) - Jekaterina Bikert (400 m Hürden) - Irina Obedina (400 m Hürden) - Anastassija Ott (400 m Hürden) - Tatjana Petrowa (3000 m Hindernis); 2016 nachträglich von Platz 4 auf den Bronzerang gerückt - Jekaterina Gennadjewna Wolkowa (3000 m Hindernis); 2016 nachträglich wegen Dopings disqualifiziert - Julija Guschtschina (4 × 100 m); 2016 nachträglich disqualifiziert - Ljudmila Litwinowa; 2016 nachträglich disqualifiziert - Jelena Migunowa (4 × 400 m) - Tatjana Weschkurowa (4 × 400 m) | - Anna Tschitscherowa (Hochsprung); 2016 nachträglich wegen Dopings disqualifiziert - Swetlana Schkolina (Hochsprung) - Jelena Slessarenko (Hochsprung); 2016 nachträglich wegen Dopings disqualifiziert - Swetlana Feofanowa (Stabhochsprung) - Julija Golubtschikowa (Stabhochsprung) - Jelena Issinbajewa (Stabhochsprung) - Tatjana Kotowa (Weitsprung) - Tatjana Lebedewa (Weitsprung, Dreisprung) - Oxana Udmurtowa (Weitsprung) - Wiktorija Gurowa (Dreisprung) - Anna Pjatych (Dreisprung) - Marija Abakumowa (Speerwurf); 2016 nachträglich wegen Dopings disqualifiziert - Marija Jakowenko (Speerwurf) - Natalja Sadowa (Diskuswurf) - Swetlana Saikina (Diskuswurf) - Oxana Jessiptschuk (Diskuswurf) - Olga Iwanowa (Kugelstoßen) - Irina Chudoroschkina (Kugelstoßen) - Anna Omarowa (Kugelstoßen) - Anna Bulgakowa (Hammerwurf) - Jelena Konewzewa (Hammerwurf) - Jelena Prijma (Hammerwurf) - Anna Bogdanowa (Siebenkampf) - Olga Kurban (Siebenkampf) - Tatjana Tschernowa (Siebenkampf) |

### Moderner Fünfkampf
Männer:
- Ilja Frolow
- Andrei Moissejew

Frauen:
- Jewdokija Gretschischnikowa
- Tatjana Muratowa

### Ringen
Männer:
- Bessik Kuduchow (Freistil Klasse bis 55 kg)
- Mawlet Batirow (Freistil Klasse bis 60 kg)
- Irbek Farnijew (Freistil Klasse bis 66 kg)
- Buwaisar Saitijew (Freistil Klasse bis 74 kg)
- Georgi Ketojew (Freistil Klasse bis 84 kg)
- Schirwani Muradow (Freistil Klasse bis 96 kg)
- Bachtijar Achmedow (Freistil Klasse bis 120 kg)
- Nasir Mankijew (Griechisch-römisch Klasse bis 55 kg)
- Islambek Albijew (Griechisch-römisch Klasse bis 60 kg)
- Sergei Kowalenko (Griechisch-römisch Klasse bis 66 kg)
- Warteres Samurgaschew (Griechisch-römisch Klasse bis 74 kg)
- Alexei Mischin (Griechisch-römisch Klasse bis 84 kg)
- Aslanbek Chuschtow (Griechisch-römisch Klasse bis 96 kg)
- Chassan Barojew (Griechisch-römisch Klasse bis 120 kg); 2016 nachträglich wegen Dopings disqualifiziert

Frauen:
- Samira Rachmanowa (Freistil Klasse bis 48 kg)
- Natalja Golz (Frauen, Freistil Klasse bis 55 kg)
- Aljona Kartaschowa (Freistil Klasse bis 63 kg)
- Jelena Perepelkina (Freistil Klasse bis 72 kg)

### Radsport

#### Bahn
Männer:
- Denis Dmitrijew (Sprint, Teamsprint, Keirin)
- Sergei Kutscherow (Teamsprint)
- Sergei Polynski (Teamsprint, Keirin)
- Alexander Serow (Einerverfolgung, Mannschaftsverfolgung)
- Alexei Markow (Einerverfolgung, Mannschaftsverfolgung, Madison)
- Jewgeni Kowaljow (Mannschaftsverfolgung)
- Alexander Petrowski (Mannschaftsverfolgung)
- Michail Ignatjew (Punkterennen, Madison)

Frauen:
- Swetlana Grankowskaja (Sprint)
- Olga Sljussarewa (Punkterennen)

#### Mountainbike
Männer:
- Juri Trofimow

Frauen:
- Wera Andrejewa
- Irina Kalentjewa

#### Straße
Am 17. November 2009 wurde dem Italiener Davide Rebellin wegen eines Dopingvergehens die Silbermedaille im Straßenrennen offiziell aberkannt. Alexander Kolobnew erhielt dadurch nachträglich die Bronzemedaille.
Männer:
- Alexander Kolobnew (Straßenrennen)
- Wladimir Karpez (Straßenrennen, Zeitfahren)
- Denis Menschow (Straßenrennen, Zeitfahren)
- Wladimir Jefimkin (Straßenrennen)
- Sergei Iwanow (Straßenrennen)

Frauen:
- Natalja Bojarskaja (Straßenrennen, Zeitfahren)
- Alexandra Burtschenkowa (Straßenrennen)
- Julija Martissowa (Straßenrennen)

### Reiten
Dressur:
- Alexandra Korelowa
- Tatjana Milosserdowa

Springreiten:
- Ljubow Kotschetowa

Vielseitigkeit:
- Igor Atrochow
- Waleri Martyschew

### Rhythmische Sportgymnastik
- Jewgenija Kanajewa (Einzel)
- Olga Kapranowa (Einzel)
- Margarita Alijtschuk (Gruppe)
- Anna Gawrilenko (Gruppe)
- Tatjana Gorbunowa (Gruppe)
- Jelena Possewina (Gruppe)
- Darja Schkurichina (Gruppe)
- Natalja Sujewa (Gruppe)

### Rudern
Männer:
- Alexander Kornilow (Doppelzweier)
- Alexei Swirin (Doppelzweier)
- Sergei Fedorowzew (Doppelvierer)
- Nikita Morgatschow (Doppelvierer)
- Igor Salow (Doppelvierer)
- Nikolai Spinjow (Doppelvierer)

Frauen:
- Oxana Dorodnowa (Doppelvierer)
- Julija Lewina (Doppelvierer)
- Larissa Merk (Doppelvierer)
- Julija Kalinowskaja (Doppelvierer)

### Segeln
Männer:
- Alexei Tokarew (Windsurfen)
- Igor Lissowenko (Laser)
- Maxim Scheremetjew (470er)
- Michail Scheremetjew (470er)

Frauen:
- Tatjana Basjuk (Windsurfen)
- Anastassija Tschernowa (Laser Radial)
- Jekaterina Skudina (Yngling)
- Diana Kruzkich (Yngling)
- Natalja Iwanowa (Yngling)

Open:
- Eduard Skornjakow (Finn-Dinghy)

### Schießen
Männer:
- Artjom Chadschibekow (Kleinkaliber liegend 50 m, Kleinkaliber Dreistellungskampf 50 m)
- Konstantin Prichodtschenko (Kleinkaliber liegend 50 m, Luftgewehr 10 m)
- Sergei Kowalenko (Kleinkaliber Dreistellungskampf 50 m)
- Sergei Kruglow (Luftgewehr 10 m)
- Wladimir Issakow (Freie Pistole 50 m )
- Michail Nestrujew (Freie Pistole 50 m, Luftpistole 10 m)
- Leonid Jekimow (Schnellfeuerpistole 25 m, Luftpistole 10 m)
- Alexei Klimow (Schnellfeuerpistole 25 m)
- Alexei Alipow (Trap )
- Pawel Gurkin (Trap)
- Witali Fokejew (Doppeltrap)
- Wassili Mossin (Doppeltrap)
- Waleri Schomin (Skeet)
- Konstantin Zuranow (Skeet)

Frauen:
- Ljubow Galkina (Kleinkaliber Dreistellungskampf)
- Tatjana Goldobina (Kleinkaliber Dreistellungskampf, Luftgewehr 10 m)
- Olga Dessjatskaja (Luftgewehr 10 m)
- Julija Alipawa (Sportpistole 25 m)
- Natalja Paderina (Sportpistole 25 m, Luftpistole 10 m)
- Swetlana Smirnowa (Luftpistole 10 m)
- Irina Laritschewa (Trap)
- Swetlana Djomina (Skeet)

### Schwimmen
Männer:
- Jewgeni Lagunow (50 m Freistil, 100 m Freistil, 4 × 100 m Freistil Staffel, 4 × 200 m Freistil Staffel, 4 × 100 m Lagen Staffel)
- Andrei Gretschin (50 m Freistil, 100 m Freistil, 4 × 100 m Freistil Staffel, 4 × 100 m Lagen Staffel)
- Alexander Suchorukow (200 m Freistil, 4 × 200 m Freistil Staffel)
- Danila Isotow (200 m Freistil, 4 × 200 m Freistil Staffel)
- Juri Prilukow (400 m Freistil, 1500 m Freistil)
- Nikita Lobinzew (400 m Freistil, 1500 m Freistil, 4 × 200 m Freistil Staffel)
- Stanislaw Donez (100 m Rücken, 200 m Rücken)
- Arkadi Wjattschanin (100 m Rücken, 200 m Rücken, 4 × 100 m Lagen Staffel)
- Dmitri Komornikow (100 m Brust)
- Roman Sludnow (100 m Brust, 4 × 100 m Lagen Staffel)
- Alexei Sinowjew (200 m Brust)
- Grigori Falko (200 m Brust)
- Jewgeni Korotyschkin (100 m Schmetterling, 4 × 100 m Lagen Staffel)
- Nikolai Skworzow (100 m Schmetterling, 200 m Schmetterling, 4 × 100 m Lagen Staffel)
- Alexander Tichonow (200 m Lagen, 400 m Lagen)
- Andrei Krylow (400 m Lagen)
- Sergei Fessikow (4 × 100 m Freistil Staffel)
- Andrei Kapralow (4 × 100 m Freistil Staffel)
- Michail Polischtschuk (4 × 200 m Freistil Staffel)
- Wladimir Djattschin (10 km Marathon)
- Jewgeni Dratzew (10 km Marathon)

Frauen:
- Anastassija Aksenowa (50 m Freistil, 100 m Freistil, 4 × 100 m Freistil Staffel, 4 × 100 m Lagen Staffel)
- Darja Beljakina (200 m Freistil, 400 m Freistil,4 × 100 m Freistil Staffel)
- Jelena Sokolowa (800 m Freistil, 4 × 100 m Freistil Staffel)
- Xenija Moskwina (100 m Rücken, 4 × 100 m Lagen Staffel)
- Anastassija Sujewa (100 m Rücken, 200 m Rücken, 4 × 100 m Lagen Staffel)
- Stanislawa Komarowa (200 m Rücken)
- Jelena Bogomasowa (100 m Brust)
- Julija Jefimowa (100 m Brust, 200 m Brust, 4 × 100 m Lagen Staffel)
- Olga Detenjuk (200 m Brust)
- Irina Bespalowa (100 m Schmetterling)
- Natalja Sutjagina (100 m Schmetterling, 4 × 100 m Lagen Staffel)
- Jana Martynowa (200 m Schmetterling, 400 m Lagen)
- Swetlana Karpejewa (200 m Lagen, 400 m Lagen,4 × 100 m Freistil Staffel)
- Larissa Iltschenko (10 km Marathon)

### Synchronschwimmen
- Anastassija Dawydowa (Duett, Mannschaft)
- Anastassija Jermakowa (Duett, Mannschaft)
- Marija Gromowa (Mannschaft)
- Natalja Ischtschenko (Mannschaft)
- Elwira Chassjanowa (Mannschaft)
- Olga Kuschela (Mannschaft)
- Jelena Owtschinnikowa (Mannschaft)
- Anna Schorina (Mannschaft)
- Swetlana Romaschina (Mannschaft)

### Tennis
Männer:
- Michail Juschny (Einzel, Doppel)
- Dmitri Tursunow (Einzel, Doppel)
- Nikolai Dawydenko (Einzel, Doppel)
- Igor Andrejew (Einzel, Doppel)

Frauen:
- Jelena Dementjewa (Einzel)
- Swetlana Kusnezowa (Einzel, Doppel)
- Dinara Safina (Einzel, Doppel)
- Wera Swonarjowa (Einzel, Doppel)
- Jelena Wesnina (Doppel)

### Tischtennis
Männer:
- Fjodor Kusmin (Einzel, Mannschaft)
- Alexei Smirnow (Einzel, Mannschaft)
- Dmitri Masunow (Mannschaft)

Frauen:
- Oksana Fadejewa (Einzel)
- Swetlana Ganina (Einzel)
- Irina Kotichina (Einzel)

### Trampolinturnen
Männer:
- Dmitri Uschakow
- Alexander Russakow

Frauen:
- Irina Karawajewa
- Natalja Tschernowa

### Triathlon
Männer:
- Alexander Brjuchankow
- Dmitri Poljanski
- Igor Syssojew

Frauen:
- Irina Abyssowa
- Olga Saussailowa

### Turnen
Männer:
- Maxim Dewjatowski (Mehrkampf, Mannschaft)
- Anton Golozuzkow (Mehrkampf, Boden, Sprung, Mannschaft)
- Sergei Chorochordin (Mehrkampf, Mannschaft)
- Nikolai Krjukow (Mehrkampf, Barren, Mannschaft)
- Konstantin Pluschnikow (Mehrkampf, Mannschaft)
- Juri Rjasanow (Mehrkampf, Mannschaft)

Frauen:
- Xenija Afanassjewa (Mehrkampf, Schwebebalken, Mannschaft)
- Swetlana Kljukina (Mehrkampf, Mannschaft)
- Jekaterina Kramarenko (Mehrkampf, Boden, Mannschaft)
- Anna Pawlowa (Mehrkampf, Sprung, Boden, Schwebebalken, Mannschaft)
- Ljudmila Grebenkowa (Mehrkampf, Mannschaft)
- Xenija Semjonowa (Mehrkampf, Stufenbarren, Mannschaft)

### Volleyball
| Männer : - Alexander Kornejew - Semjon Poltawski - Alexander Kossarew - Sergei Grankin - Sergei Tetjuchin - Wadim Chamutzkich - Juri Bereschko - Alexei Ostapenko - Alexander Wolkow - Alexei Werbow - Maxim Michailow - Alexei Kuleschow | Frauen: - Marija Borodakowa - Natalja Alimowa - Olga Fatejewa - Ljubow Sokolowa - Jelena Godina - Jewgenija Estes - Jekaterina Gamowa - Marina Scheschenina - Jekaterina Kabeschowa - Alexandra Passynkowa - Julija Merkulowa - Marina Akulowa |

### Wasserball
Frauen:
- Sofja Konuch
- Walentina Woronzowa
- Jelena Smurowa
- Olga Beljajewa
- Jewgenija Sobolewa
- Jekaterina Pantjulina
- Aljona Wylegschanina
- Natalja Schepelina
- Jewgenija Prozenko
- Olga Turowa
- Jekaterina Prokofjewa
- Nadeschda Glysina
- Olexandra Karpowitsch

### Wasserspringen
Männer:
- Dmitri Sautin (Kunstspringen 3 m, Synchronspringen 3 m)
- Alexander Dobroskok (Kunstspringen 3 m)
- Oleg Wikulow (Turmspringen 10 m)
- Gleb Galperin (Turmspringen 10 m, Synchronspringen 10 m)
- Juri Kunakow (Synchronspringen 3 m)
- Dmitri Dobroskok (Synchronspringen 10 m)

Frauen:
- Julija Pachalina (Kunstspringen 3 m, Synchronspringen 3 m)
- Swetlana Filippowa (Kunstspringen 3 m)
- Natalja Gontscharowa (Turmspringen 10 m)
- Anastassija Posdnjakowa (Synchronspringen 3 m)